# Bernhard Knubel
Bernhard Knubel (ur. 2 marca 1938 w Brotdorf, zm. 23 lutego 1973 w Gelsenkirchen) – niemiecki wioślarz reprezentujący RFN, mistrz olimpijski.

## Kariera
Wystąpił na igrzyskach olimpijskich w Rzymie w 1960, gdzie Wspólna Reprezentacja Niemiec w składzie: Bernhard Knubel, Heinz Renneberg i Klaus Zerta (sternik) wywalczyła złoty medal w dwójkach ze sternikiem. W finale o 1,03 sekundy wyprzedzili osadę ZSRR i o 5,44 sekundy osadę USA. Był to jego jedyny start olimpijski.
Na arenie krajowej zdobył srebrny medal w 1960 i brązowy w 1959. Poza wioślarstwem uprawiał także piłkę ręczną i lekkoatletykę. Zmarł na raka w wieku niespełna 35 lat.